# Liubov Bassova
Liubov Valèriivna Bassova (en ucraïnès Любов Валеріївна Шуліка), coneguda anteriorment com a Liubov Xulika (en ucraïnès Любов Шуліка) (Vínnitsia, 16 de juliol de 1988) és una ciclista ucraïnesa. Especialista en pista, ha guanyat medalles als Campionat del Món i als Campionats d'Europa.

## Palmarès en pista
- 2005
  -  Campiona d'Europa júnior en Velocitat
  -  Campiona d'Europa júnior en 500 metres contrarellotge
- 2006
  -  Campiona del món júnior en Velocitat
  -  Campiona d'Europa júnior en Velocitat
  -  Campiona d'Europa júnior en 500 metres contrarellotge
  -  Campiona d'Europa júnior en Keirin
- 2007
  -  Campiona d'Europa sub-23 en Velocitat
- 2009
  -  Campiona d'Europa sub-23 en Velocitat
  -  Campiona d'Europa sub-23 en Keirin
- 2011
  -  Campiona d'Europa en Velocitat
- 2014
  -  Campiona d'Ucraïna en Velocitat per equips
- 2016
  -  Campiona d'Europa en Keirin

### Resultats a laCopa del Món
- 2007-2008
  - 1a a Pequín, en Persecució per equips
- 2008-2009
  - 1a a la Classificació general i a la prova de Melbourne, en Velocitat
- 2010-2011
  - 1a a Pequín, en Velocitat
- 2011-2012
  - 1a a Astanà, en Velocitat
  - 1a a Pequín, en Persecució per equips
- 2016-2017
  - 1a a la Classificació general i a la prova d'Apeldoorn, en Keirin
- 2017-2018
  - 1a a Santiago de Xile, en Velocitat
  - 1a a Santiago de Xile, en Velocitat per equips